# Ivan Vsevolojski

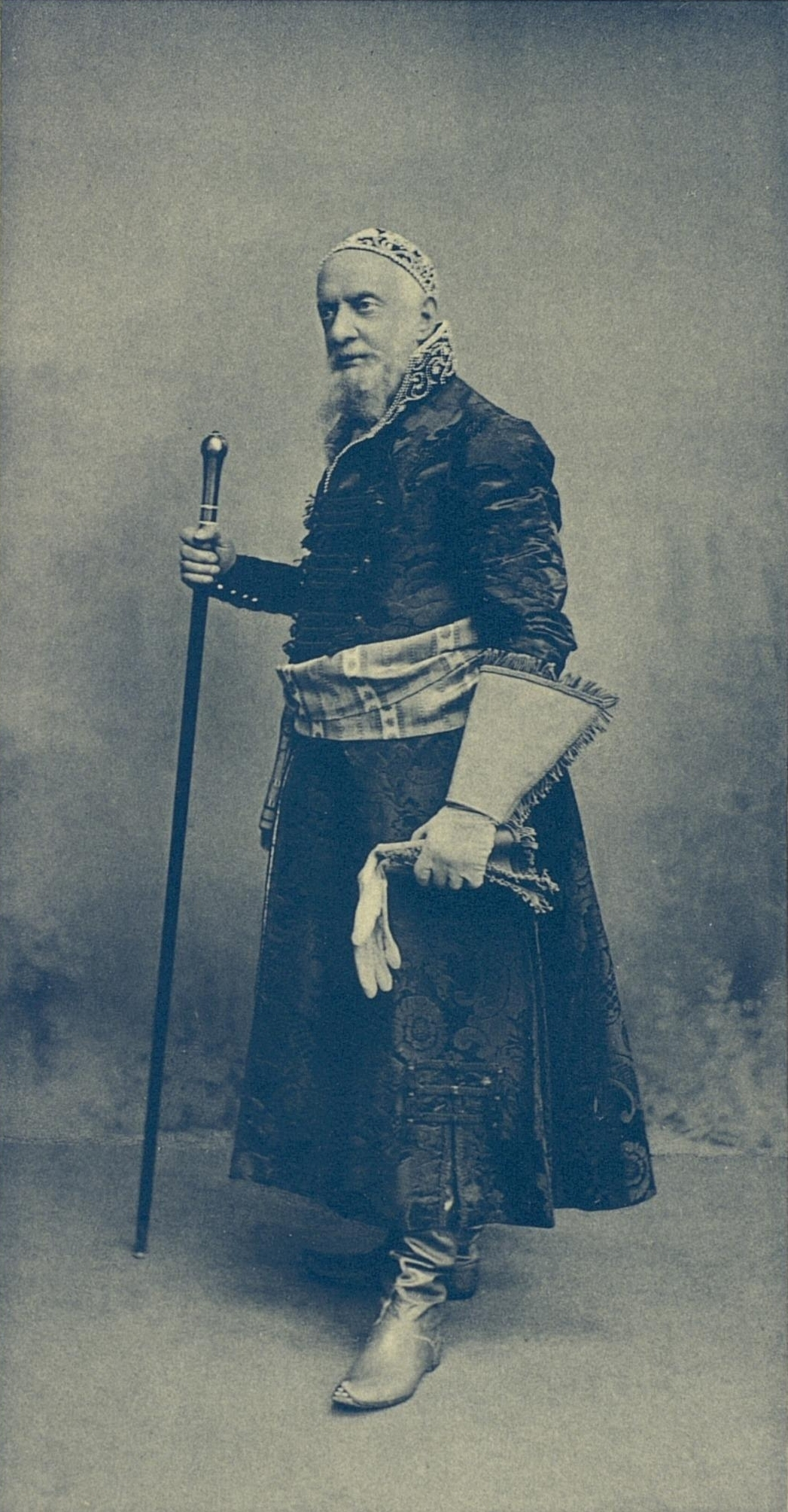
Ivan Vsevolojski en caftan traditionnel, pour le bal costumé de la Cour au palais d'Hiver en 1903.

Ivan Alexandrovitch Vsevolojski (en russe : Иван Александрович Всеволожский ; 2 avril 1835 – 10 novembre 1909) fut directeur des Théâtres Impériaux de Russie de 1881 à 1898 puis de l'Ermitage de 1899 à 1909.
Administrateur compétent, le prince Ivan Vsevolojski a toujours travaillé avec la plus grande détermination pour atteindre l'excellence. En 1886, il fit deux réformes majeures au sein des Théâtres impériaux de Saint-Pétersbourg ; le déplacement en 1886 de l'Opéra et des Ballets impériaux du Théâtre Bolchoï Kamenny (jugé insalubre et plutôt dangereux) au Théâtre Mariinsky, et l'abolition du poste de premier compositeur du Ballet impérial, poste autrefois occupé par des compositeurs tels que Léon Minkus et Cesare Pugni.

## Famille
Il est le fils du prince Alexandre Vsievolodovitch (1793-1864), diplomate, et de la princesse Sophie Ivanovna (1800-1852), née princesse Troubetskoï. 
Les Vsevolojski appartenaient à la fine fleur de l'aristocratie russe : en effet, sa famille paternelle, alors une des plus riches de l'Empire, était issue en droite ligne des fondateurs de la Russie, et celle de sa mère provenait de ceux de la Lituanie.

## Biographie
Ivan Vsevolojski fait ses études à l'Université d'État de Saint-Pétersbourg.
Il est enterré au cimetière Saint-Nicolas à Saint-Pétersbourg.

## Accomplissements

### Danse
Méconnu en France, Vsevolojski a pourtant été à l'origine de ballets mondialement connus tels que La Belle au bois dormant (Tchaïkovski - Petipa) et Casse-Noisette (Tchaïkovski - Ivanov - Petipa).
En 1889, il demanda au maître de ballet Marius Petipa de chorégraphier un ballet, La Belle au bois dormant pour le Théâtre Mariinsky. Il obtint aussi l'accord du plus célèbre compositeur russe de tous les temps : Tchaïkovski. Le prince Vsevolojski écrivit le livret lui-même ; en effet dans sa carrière, il avait été dramaturge et avait écrit de nombreux essais. 
Il était aussi lui-même un artiste talentueux et dessina de très nombreux croquis de costumes de théâtre. Grâce à lui, on dit que le ballet de La Belle au bois dormant représente la production (mise en scène, décors et costumes) la plus chère qu'on ait jamais vue pour l'époque — et peut-être même jusqu'à maintenant.
Grand admirateur de la musique de Tchaïkovski, Ivan Vsevolojski mit en scène vers 1895 trois des derniers opéras du compositeur : L'Enchanteresse (1886), La Dame de pique (1889 — avec le livret du frère du compositeur, Modeste Tchaïkovski, basé sur une œuvre de Pouchkine) et Yolande (1892 — avec un livret de Modeste Tchaïkovski). Vsevolojski demanda la composition de cette œuvre en tant que première partie d'un gala en deux actes dont la deuxième partie serait le ballet Casse-Noisette. Ce ballet en deux actes devait présenter la chorégraphie de Marius Petipa, maître de Ballet impérial; mais finalement, elle fut créée par son assistant, Lev Ivanov, à cause des problèmes de santé de Petipa. La première représentation de Yolande et de Casse-Noisette, le 18 décembre 1892, reçut un certain succès et Tchaïkovski pensait que le ballet aurait assez de popularité pour au moins deux ans.
Vsevolojski dessina aussi les costumes pour les deux derniers ballets de Tchaïkovski : La Belle au bois dormant et Casse-Noisette.

### Art pictural
Directeur de l'Ermitage jusqu'à sa mort, Ivan Vsevolojski s'employa à y attirer les plus brillants artistes et collectionneurs de son temps, dont Alexandre Benois. Il y utilisa aussi ses nombreuses relations familiales ainsi que celles qu'il avait pu nouer à l'étranger durant sa carrière de diplomate. 
À l'occasion du cinquantenaire de la création du Musée de l'Ermitage, une médaille fut spécialement tirée en l'honneur de son directeur, présentant son profil sur l'avers. 
Il fut aussi l'auteur de nombreuses caricatures mettant en scène et en relation les anciennes et contemporaines affaires politiques. 
Il réalisa également quelques feuilles d'éventail, accessoires particulièrement à la mode en ce début de Belle Époque.

## Galerie

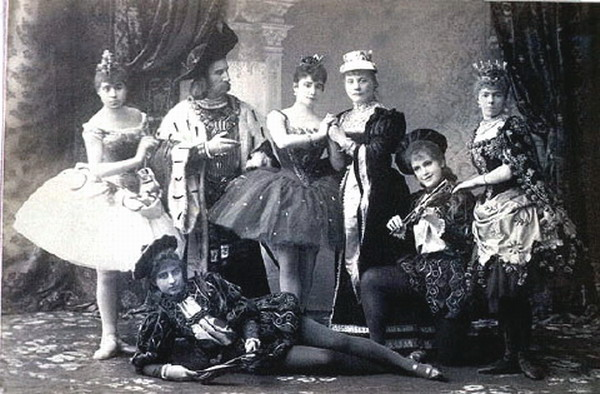
La Belle au bois dormant au Mariinsky le 15 janvier 1890
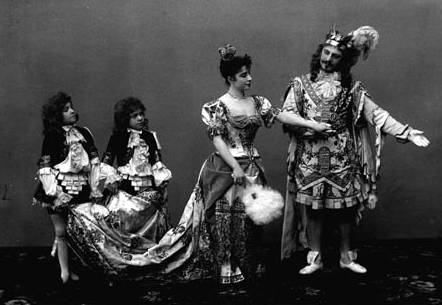
Carlotta Brianza et Paul Gerdt dans La Belle au bois dormant

## Sources
Alexandre A. Polovtsoff, Dictionnaire biographique russe (De Chtchapoff à Youchnievsky)(Texte en ligne), 1896-1918.